# Вілліс (Техас)
Вілліс (англ. Willis) — місто (англ. city) в США, в окрузі Монтгомері штату Техас. Населення — 6431 особа (2020).

## Географія
Вілліс розташований за координатами 30°25′33″ пн. ш. 95°28′56″ зх. д. / 30.42583° пн. ш. 95.48222° зх. д. (30.425947, -95.482127).  За даними Бюро перепису населення США в 2010 році місто мало площу 8,74 км², з яких 8,72 км² — суходіл та 0,02 км² — водойми. В 2017 році площа становила 12,26 км², з яких 12,26 км² — суходіл та 0,01 км² — водойми.

## Демографія
Згідно з переписом 2010 року, у місті мешкали 5662 особи в 1782 домогосподарствах у складі 1340 родин. Густота населення становила 648 осіб/км².  Було 2006 помешкань (229/км²).
Расовий склад населення:
| - 56,7 % — білих - 18,2 % — чорних або афроамериканців - 0,9 % — корінних американців - 0,4 % — азіатів - 0,1 % — вихідців з тихоокеанських островів - 20,1 % — осіб інших рас |

До двох чи більше рас належало 3,6 %. Частка іспаномовних становила 38,0 % від усіх жителів.
За віковим діапазоном населення розподілялося таким чином: 33,3 % — особи молодші 18 років, 58,6 % — особи у віці 18—64 років, 8,1 % — особи у віці 65 років та старші. Медіана віку мешканця становила 29,1 року. На 100 осіб жіночої статі у місті припадало 91,4 чоловіків;  на 100 жінок у віці від 18 років та старших — 85,3 чоловіків також старших 18 років.
Середній дохід на одне домашнє господарство  становив 37 988 доларів США (медіана — 36 640), а середній дохід на одну сім'ю — 39 458 доларів (медіана — 38 244). За межею бідності перебувало 14,4 % осіб, у тому числі 16,1 % дітей у віці до 18 років та 42,6 % осіб у віці 65 років та старших.
Цивільне працевлаштоване населення становило 2321 особа. Основні галузі зайнятості: освіта, охорона здоров'я та соціальна допомога — 18,5 %, виробництво — 16,6 %, роздрібна торгівля — 16,4 %.